# 蔵王ハイライン

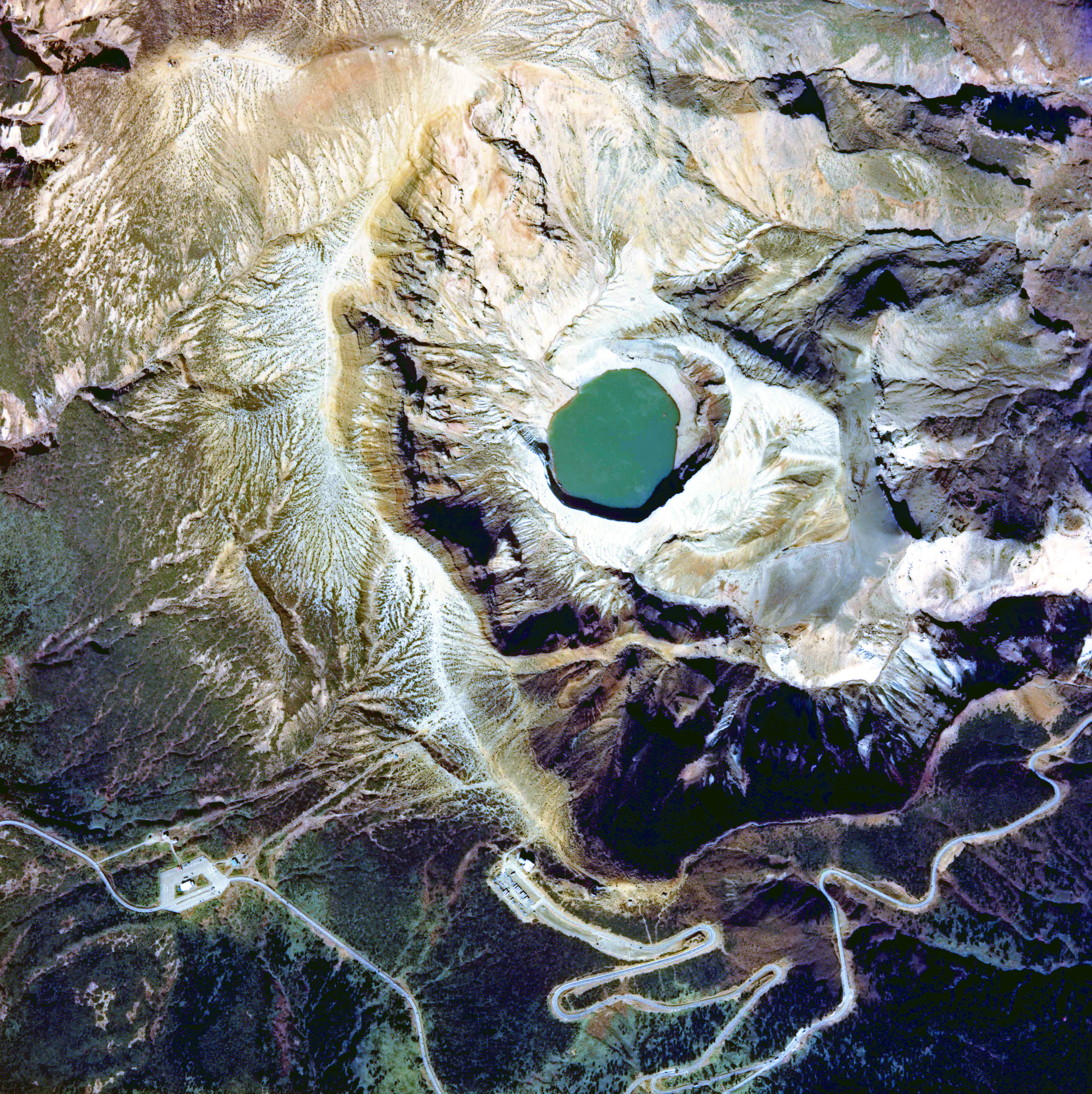
1976年度（昭和51年度）撮影の
写真中央に御釜（五色沼）があり、その東側に五色岳がある。これらを東側が開いたC形の外輪山が囲む。南側の外輪山の刈田岳頂上には「蔵王」の名称の由来となった刈田嶺神社（奥宮）、および、蔵王レストハウスなどがある。
蔵王ハイラインは、東西に延びる蔵王エコーラインから分岐して刈田岳に至る九十九折の道路として写真下に見える。

蔵王ハイライン（ざおうハイライン）は、宮城県刈田郡蔵王町遠刈田温泉から同郡七ヶ宿町字刈田岳に至る2.5kmの一般自動車道事業による有料道路である。宮城交通が管理する。

## 概要
蔵王連峰の御釜観光、および、刈田岳山頂にある「蔵王」の名称の由来となった刈田嶺神社（奥宮）への参詣などのために用いられる観光道路である。
文化の日（11月3日）の数日後から昭和の日（4月29日）の数日前までの約半年間「冬季閉鎖」される。また、「冬季閉鎖」期間の前後数週間は昼間のみ通行出来る「夜間閉鎖」も行われるので、通行には注意が必要である。
1964年（昭和39年）9月27日に開通。当初の道路管理者は仙南交通だったが、1970年（昭和45年）10月1日の企業統合により宮城交通の管理に変更された。
- 総延長：2.5 km（Google マップ）
- 起点: 宮城県刈田郡蔵王町遠刈田温泉（北緯38度7分24秒 東経140度26分58.2秒・交点 = 宮城県道・山形県道12号白石上山線[2]）
- 終点: 宮城県刈田郡七ヶ宿町字刈田岳（北緯38度7分37.9秒 東経140度26分49.4秒[3]）

## 接続道路
- 蔵王エコーライン（宮城県道・山形県道12号白石上山線）

## 営業時間・通行料金
規定雨量超過や路面凍結によりノーマルタイヤで走れない状態などの際には、事前通知なしに通行止めが実施される場合がある。
| 期間              | 8:00 - 16:00 | 16:00 - 翌日8:00 |
| ----------------- | ------------ | ---------------- |
| 4月27日～5月10日  | 有料通行     | 通行禁止         |
| 5月11日～10月19日 | 有料通行     | 通行可           |
| 10月20日～11月4日 | 有料通行     | 通行禁止         |
| 11月5日～翌年GW前 | 通行禁止     | 通行禁止         |

2019年（令和元年）の料金
- 普通車 : 550円（身体障害者：290円）
- 二輪車 : 390円
- マイクロバス : 1340円
- 大型バス : 2190円

## 統計
2008年（平成20年）は仙台・宮城デスティネーションキャンペーンがあったものの、原油価格の高騰によって通行台数は減少した。その他の年次は13 - 14万台/年の通行台数となっている。ゴールデンウィークと紅葉シーズンの土日休日に渋滞が見られるが、月別で見ると梅雨の時期が少なく、紅葉シーズンや夏休みシーズンに多い。
| 年                 | 通行台数 （台） |
| ------------------ | --------------- |
| 2005年（平成17年） | 134,256         |
| 2006年（平成18年） | 134,255         |
| 2007年（平成19年） | 140,462         |
| 2008年（平成20年） | 109,582         |
| 2009年（平成21年） | 136,667         |
| 2010年（平成22年） | -               |
| 2011年（平成23年） | 96,249          |
| 2012年（平成24年） | 119,622         |
| 2013年（平成25年） | 107,417         |
| 2014年（平成26年） | 116,434         |
| 2015年（平成27年） | 94,384          |
| 2016年（平成28年） | 102,732         |
| 2017年（平成29年） | 103,938         |
| 2018年（平成30年） | 96,381          |
| 2019年（令和元年） | 98,548          |
| 2020年 （令和2年） | 82,840          |

| 月   | 通行台数 （台） | グラフ |
| ---- | --------------- | ------ |
| 1月  | －              |        |
| 2月  | －              |        |
| 3月  | －              |        |
| 4月  | 2,391           |        |
| 5月  | 21,401          |        |
| 6月  | 14,266          |        |
| 7月  | 13,050          |        |
| 8月  | 27,857          |        |
| 9月  | 25,458          |        |
| 10月 | 30,932          |        |
| 11月 | 1,312           |        |
| 12月 | －              |        |

## イメージソング
開通を記念して、1964年（昭和39年）に「蔵王ハイラインの歌」が制作されている。作詞・清水実、作曲・小野義徳、編曲・坂本登、唄・丸山剛による。仙南交通がソノシートを配布したほか、CD「懐かしのせんだいCM大百科」に収録されている。